# Droit nauruan
Le droit nauruan, depuis l'indépendance de Nauru de l'Australie en 1968, est principalement dérivé de la common law anglaise et australienne bien qu'il intègre quelques éléments de droit coutumier indigène. La common law nauruane est principalement basée sur les textes de lois votés par le Parlement de Nauru, et sur la jurisprudence établie par l'interprétation judiciaire des statuts, coutumes et précédents.

## Sources du droit
Le droit nauruan comprend un certain nombre d'ordonnances publiées par l'administration avant l'indépendance qui sont encore en vigueur dont certaines lois du Royaume-Uni, de Papouasie-Nouvelle-Guinée et d'Australie qui ont été adoptées par Nauru et qui sont encore en vigueur. Les lois votées par le Parlement depuis l'indépendance, les règlements, les précédents de la Cour suprême de Nauru ainsi que le droit coutumier font aussi partie de ces sources. L'article 85 de la Constitution de Nauru dispose qu'une loi existante au moment de l'indépendance reste en vigueur jusqu'à ce qu'elle soit modifiée ou abrogée par le Parlement.

### Constitution
La Constitution de Nauru, adoptée en 1968, est, selon ses propres termes, la loi suprême du pays. Selon l'article 2, toute loi contraire à la Constitution est nulle. Selon l'article 54(1), la Cour suprême est la juridiction à laquelle il revient d'interpréter et de déterminer les effets de toutes les dispositions de la Constitution.

### Lois
Le droit pénal nauruan se base sur le Code pénal du Queensland de 1899, tel qu'il fut amendé par l'État du Queensland jusqu'en 1921, par l'administration coloniale de Nauru de 1921 à 1968, et par le Parlement nauruan depuis 1968. Le Code a été modifié trois fois par le Parlement depuis l'indépendance par le : Criminal Code Amendment Act de 1971, par la section 220 du Criminal Procedure Act de 1972, et plus récemment par le Criminal Code (Amendment) Act de 2006, qui crée l'infraction de « sabotage de l'infrastructure nationale » et la « menace contre les personnes exerçant leurs activités légales »,,,.
En plus des lois australiennes et britanniques, et certains règlements appliqués à la Papouasie-Nouvelle-Guinée par l'Australie durant la période coloniale, le Parlement de Nauru est l'organe législatif de Nauru. Le processus législatif est dérivé des processus en vigueur dans les Parlements britanniques et australiens bien qu'il soit simplifié du fait que le Parlement nauruan soit monocaméral. Cependant, contrairement à l'Australie ou au Royaume-Uni, l'entrée en vigueur des lois ne nécessite pas la promulgation par le chef de l’État. Une loi entre en vigueur après son adoption par le Parlement et certifié par son président.

### Common lawet équité
La Constitution ne fait aucune référence à la common law. Cependant, l'article 4 du Custom and Adopted Laws Act 1971 dispose que « la common law et les lois d'application générale […] qui étaient en vigueur en Angleterre le 31 janvier 1968 sont […] adoptées comme lois de Nauru » et que « les principes et règles de l'équité qui étaient en vigueur en Angleterre le 31 janvier 1968 sont […] adoptés en tant que principes et règles d'équité à Nauru ». Enfin, l'article dispose que « toute affaire civile ou problème soulevé devant toute Cour doit être tranché en équité ». L'article 5 dispose que la common law britannique s'applique seulement tant qu'elle n'est pas contraire à une loi de Nauru.

### Jurisprudence
En plus des précédents hérités de l'Angleterre et de l'Australie, la jurisprudence nauruane est basée sur les précédents de la Cour suprême de Nauru. Du fait de la petite taille du pays, Nauru a une seule Cour de district et les appels sont entendus par la Cour suprême. Les appels peuvent aussi être entendus par la Cour suprême de la Haute Cour d'Australie sur tous les sujets sauf les questions d'ordre constitutionnel, autorisant l'apport des nouveaux précédents australiens dans la jurisprudence nauruane. De plus, le Tribunal des affaires familiales agit séparément.
La Cour suprême de Nauru a rendu des décisions sur les points constitutionnels suivant :
- In re the Constitution, Jeremiah v Nauru Local Government Council (1971) sur l'article 3 de la Constitution.
- In re the Constitution of Nauru (1971) concernant l'article 29 de la Constitution.
- Three Questions Referred under Articles 36 & 55 of the Constitution (1977).
- Four Questions Referred under Article 55 of the Constitution (1977).
- In the Matter of the detention of Uti Siose under Article 5 of the Constitution of Nauru (1982).
- The Matter of Article 36 of the Constitution, Reference to the Supreme Court by Bobby Eoe (1988).
- Constitutional Reference; In re Article 55 of the Constitution (2003).
- Constitutional Reference; In re Dual Nationality and Other Questions (2004).
- In the Matter of Article 55 & 45 (and Article 36 & 40) of the Constitution (2007).
- In the Matter of Article 55 & 45 (and Article 36 & 40) of the Constitution (2008).
- In re Article 36 of the National Constitution (2008).
- In the Matter of the Constitution and in the Matter of the Dissolution of the Eighteenth Parliament (2010).

### Coutume
La Constitution ne fait aucune référence au droit coutumier. Toutefois, le Custom and Adopted Laws Act de 1971 dispose que « les institutions, les coutumes et les usages des indigènes nauruans » existant avant l'entrée en vigueur dudit Act ont la force et l'autorité de la loi pour réglementer certaines questions de propriété et d'héritage ne regardant que les Nauruans. Une coutume est déclarée nulle lorsqu'elle prive une personne de sa propriété ou lorsqu'elle prive les parents d'un enfant de leur garde et contrôle sans leur consentement. La loi prévoit sur la coutume.

## Réforme
En janvier 2011, Mathew Batsiua, ministre de la santé, de la justice et des sports, s'adressa au Conseil des droits de l'homme des Nations unies dans le contexte de l'examen périodique universel de Nauru. Résumant le rapport de Nauru au Conseil, il déclara que le pays connaissait des réformes législatives dans le but d'améliorer la garantie des droits de l'homme. Il porta l'attention du Conseil, en particulier, sur le référendum constitutionnel nauruan de 2010 qui, sans succès, avait pour but de modifier la Constitution et d'étendre l'application de la Charte des Droits. Batsiua déclara que « si le référendum avait reçu le soutien nécessaire, les droits et libertés constitutionnellement garantis au peuple de Nauru auraient inspiré toutes les Nations du monde. Elle aurait été la première Constitution du monde à protéger les droits des handicapés, et la seconde dans la région, après la Papouasie-Nouvelle-Guinée, à garantir la protection des droits environnementaux. Elle aurait interdit la peine de mort, garantit le droit des enfants, reconnu le droit de recevoir une éducation et le droit à la santé. Elle aurait consacré le droit à un congé maternité, et introduit un droit d'accès à l'information, entre autres ». De plus, il déclara que le Parlement considérait la possibilité de réformes institutionnelles et légales pour créer un poste d’ombudsman, revoir le code pénal nauruan (« dont la majeure partie reste inchangée depuis [...] 1899 »). La dépénalisation de l'« activité homosexuelle entre adultes consentant » était en « discussion active »,.

## Compléments